# Tom et Jerry en vacances
Pour plus de détails, voir Fiche technique et Distribution.
Tom et Jerry en vacances (Muscle Beach Tom) est le 101e court métrage d'animation de la série américaine Tom et Jerry réalisé par William Hanna et Joseph Barbera et sorti le 7 septembre 1956.